# Tomaru Naoto
Naoto Tomaru (sinh ngày 5 tháng 4 năm 1972) là một cầu thủ bóng đá người Nhật Bản.

## Sự nghiệp câu lạc bộ
Naoto Tomaru đã từng chơi cho Verdy Kawasaki.